# Attagenus aurantiacus
Attagenus aurantiacus es una especie de coleóptero de la familia Dermestidae. Fue descrita científicamente por Edmund Reitter en 1900.

## Distribución geográfica
Habita en Armenia, Irak, Israel, Siria y Turquía.

## Subespecies
Se han descrito las siguientes subespecies:
- Attagenus aurantiacus aurantiacus Reitter, 1900

= Attagenus aurantiacus auranticus Chikatunov, 2000
- Attagenus aurantiacus erevanicus Zhantiev, 1963